# Marlene Dietrichová
Marlene Dietrichová (občanským jménem Maria Magdalene Dietrich, provdaná Sieberová, 27. prosince 1901 Berlín Schöneberg – 6. května 1992, Paříž) byla německo-americká herečka a zpěvačka německého původu.

## Životopis

### Rodinné poměry
Maria Magdalena se narodila 27. prosince 1901 v Schönebergu, předměstí Berlína. Jejím otcem byl pruský důstojník Louis Erich Otto Dietrich (1867–1908) a matkou byla Wilhelmina Elisabeth Josephine Felsingová (1876–1945), jenž pocházela z rodiny zámožného zlatníka. Rodiče uzavřeli manželství v roce 1898. Starší sestra se jmenovala Ottilie Josephine Elisabeth Dietrich, v rodině nazývaná Liesel (1900–1973). V roce 1912 dostala Maria Magdalena od své tety k Velikonocům malý deníček z červeného safiánu se zlatým tiskem. Tento „červený deník“ ji (v mnoha sešitech) doprovázel téměř až do konce života. Zapisovala si do něj svoje niterné pocity a také klíčové události svého života a stal se základním zdrojem pro její budoucí autobiografii. V roce 1914 si změnila jméno na Marlene Dietrich. V témže roce se její matka znovu provdala. Manželem se stal Eduard von Losch (1875–1916), který býval nejlepším přítelem jejího zesnulého prvního manžela.

### První světová válka
Po vypuknutí první světové války musel její nevlastní otec Eduard von Losch narukovat, v roce 1915 byl raněn a po vyléčení byl v polovině června roku 1916 odvelen na východní frontu, kde zakrátko zahynul.

### Studia
Kolem roku 1919 poslala Josefína svoji dceru Marlene Dietrichovou do školy do Výmaru. Po milostném románku s profesorem Reitzem, který ji vyučoval hře na housle, se Marlene Dietrichová přihlásila na hereckou akademii Maxe Reinhardta. V té době již hrála v několika drobných rolích v divadlech, které Max Reinhardt vlastnil.

### Dvacátá léta
Kolem roku 1922 Marlene vystupovala v Berlíně v několika ženských divadelních rolích. V květnu 1923 se provdala za asistenta režie Rudolfa Siebera a jejich vztah trval déle než 50 let. V Berlíně se 13. prosince 1924 manželům Sieberovým narodila dcera Maria Elisabeth (v roce 1947 se z ní – po jejím druhém sňatku – stala Maria Riva). Když Maria trochu povyrostla, odjela Marlene Dietrichová do Vídně, kde přes den natáčela filmy a večer hrála a tančila v hudebním divadle. Doma se naučila hrát na velkou pilu, kterou držela mezi koleny.  Marlene se přátelila se svým hereckým kolegou Willim Forstem. Před hlavní rolí ve filmu Café Elektric (rok 1927) hrála v několika němých filmech. Do snímku režírovaného Gustavem Učickým ji obsadil hrabě Saša Kolowrat, producent společnosti Sascha-Film a zakladatel rakouského filmového průmyslu. Filmovou slávu získala po své hlavní roli ve filmu Já líbám ruku Vám, madam (1928), do kterého ji angažoval režisér moravského původu, rodák z Kroměříže Robert Land (1887–1942). Od té doby hrála jen hlavní role.

### Třicátá léta
V roce 1930 měla Marlene Dietrichová za sebou asi dvacet menších či větších rolí v němých filmech. Tehdy hrála v kabaretu „Dvě kravaty“, kde ji uviděl rakouský režisér Josef von Sternberg. Ten pracoval pro Hollywood a pro německou filmovou společnost UFA hledal představitelku pro hlavní ženskou roli do zvukového filmu Modrý anděl. (Marlene Dietrichová měla ztvárnit svůdnou zpěvačku Lolu, do níž se zamiluje vážený profesor.) Ještě před premiérou filmu Modrý anděl společnost Paramount Pictures uzavřela s Marlene Dietrichovou a Josefem von Sternbergem smlouvu s podmínkou natáčení společných snímků v Hollywoodu. Odjezd do Ameriky doporučil Marlene Dietrichové její manžel Rudolf Sieber s tím, že se o jejich dceru Mariu v Berlíně postará. Na počátku 30. let 20. století se stala mezinárodně známou a byla také jednou z prvních německých hereček pracujících v Hollywoodu.  V následujících pěti letech (1930 až 1935) společně s Josefem von Sternbergem natočila Marlene v Americe šest filmů.  První se jmenoval „Marokko“ (Morocco) a Marlene Dietrichová za něj získala nominaci na Oscara. S ženatým Josefem von Sternbergem měla Marlene Dietrichová několik let milostný poměr.

### Soukromý život
Milostný poměr měla i s Mauricem Chevalierem a dalšími muži i ženami: John Gilbert, Mercedes de Acosta, Erich Maria Remarque, Orson Welles, Édith Piaf, Jean Gabin, Yul Brynner, William Saroyan, Frank Sinatra, … Krátce po rozchodu s Remarquem následoval její milostný román s Jeanem Gabinem, který trval sedm let. Jejich vztah skončil v roce 1946.

### Konec druhé světové války
V letech 1944 až 1945 společně s mnoha dalšími americkými umělci vstoupila do Armády USA a v propůjčené hodnosti kapitánky se zúčastnila druhé světové války v Evropě i Africe. Vystupovala u spojeneckých bojových útvarů a působila zde též jakožto příležitostná tlumočnice z němčiny do angličtiny. 

### Padesátá léta
O pět let později (rok 1951) se Marlene Dietrichová zamilovala do Yula Brynnera a jejich vztah vydržel čtyři roky. Po druhé světové válce natočila Marlene Dietrichová ještě několik filmů, ale postupně dávala přednost živým vystoupením v kabaretech. V padesátých letech dvacátého století byla populární v Las Vegas a následně na koncertních pódiích po celém světě. Zde ji doprovázel najatý klavírista Burt Bacharach s jehož pomocí rozvinula Marlene Dietrichová svůj talent zpěvačky.

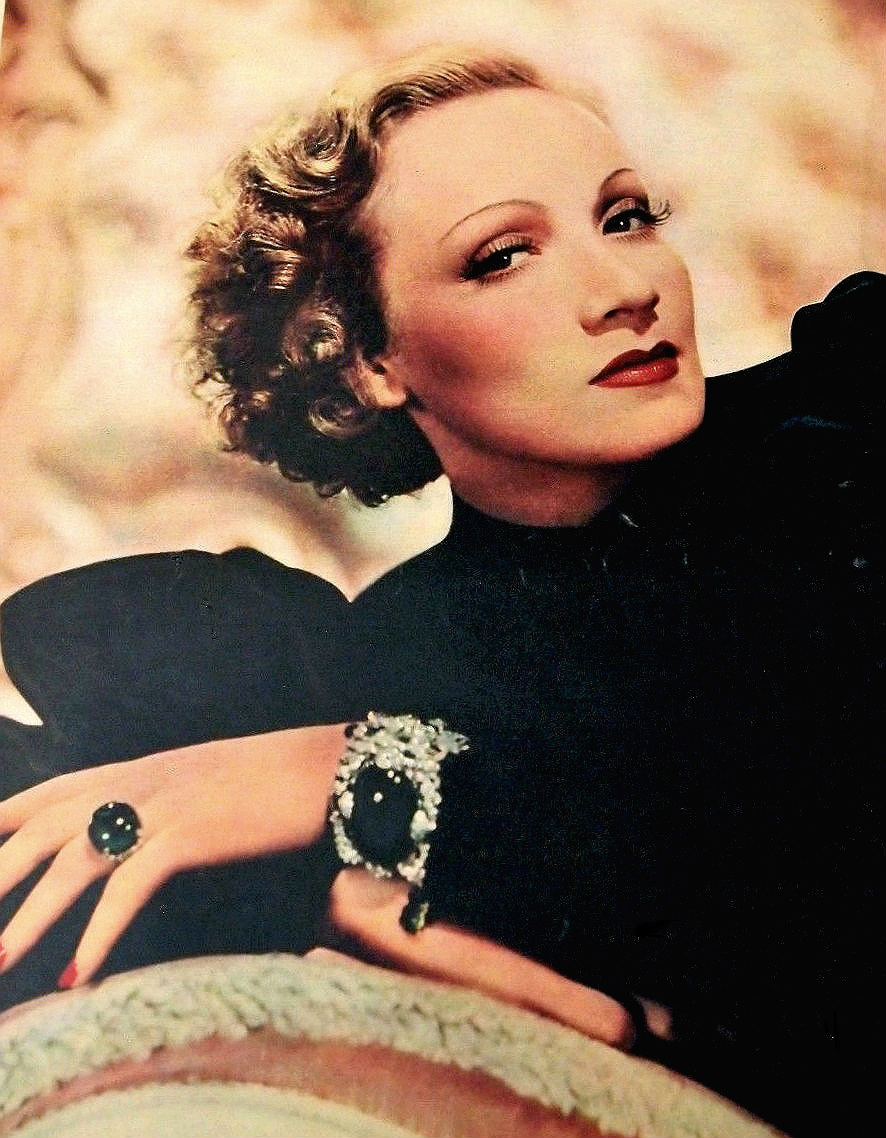
Marlene Dietrichová na obálce New York Sunday News, 1936

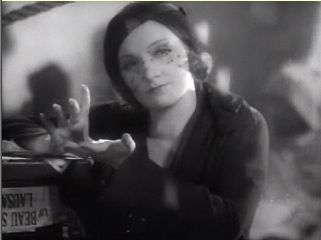
Marlene Dietrichová v roce 1931

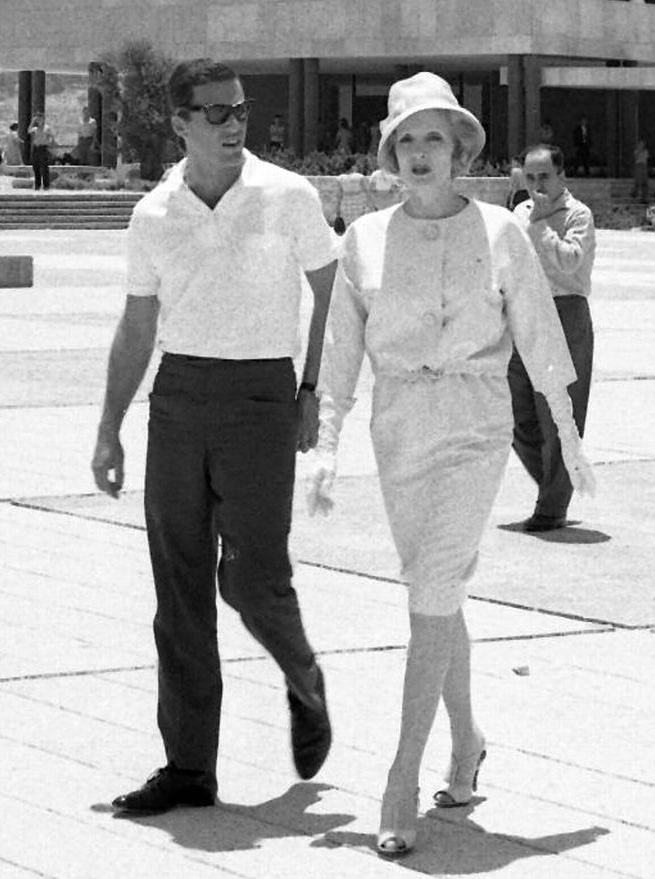
s Burtem Bacharachem během turné v Jeruzalémě roku 1960 (foto Fritz Shlezingel)

### Šedesátá a sedmdesátá léta
V roce 1960 jí lékaři zjistili problémy s krevním oběhem v dolních končetinách, doporučili léčbu a v opačném případě předpovídali amputaci obou nohou. Následujících třináct let se Marlene Dietrichová neléčila, holdovala alkoholu a drogám. V listopadu roku 1973 se zřítila při děkování dirigentovi z pódia do orchestřiště. S mokvající ránou na noze absolvovala turné v Montréalu. Obtížnou operaci cév a záchranu nohou nakonec zvládl kardiochirurg Michael Ellis DeBakey. Nedlouho poté si Marlene Dietrichová zlomila nohu v kyčli. Za měsíc po operaci už vystupovala s umělým kyčelním kloubem v Londýně. V září roku 1975 v Sydney si zlomila levou stehenní kost. Toto zranění léčila čtyři měsíce. Ve svých 77 letech ztvárnila svoji poslední malou roli ve filmu „Krásný gigolo, ubohý gigolo“ (1978). Dva natáčecí dny v roce 1978 ji vynesly honorář 250 tisíc dolarů. Nakonec se rozhodla žít v Paříži.

### Léta osmdesátá a devadesátá
V roce 1979 po pádu doma v ložnici si způsobila vlasovou zlomeninu nad kyčelním kloubem. Odmítla lékařskou pomoc a ve svém bytě se uložila do postele. Na své nohy se už (až do své smrti dne 6. května 1992 v Paříži) nepostavila. V roce 1982 měla nohy už prakticky odumřelé. Ve věku 85 let jí byla (1986) udělena cena Americké společnosti módních návrhářů. Cenu za ni převzal Michail Baryšnikov – její poslední velká láska.

## Dovětek
- O svém životě napsala Marlene Dietrichová autobiografickou vzpomínkovou knihu, její životní příběh byl také úspěšně zfilmován. [p 5]
- Marlene Dietrichová má hvězdu na Hollywoodském chodníku slávy.
- V únoru 1996 vyšlo první studiové album (nazvané Marlene; označováno také jako „Písně Marlene Dietrich“) Světlany Nálepkové nahrané ve Studio A Karlín. Je složené z českých verzí textů písní Marlene Dietrichové. Hudební aranžmá vytvořil Jiří Toufar.

## Návštěva v Československu
Stejně jako většina tehdejších hollywoodských hvězd, se i Marlene Dietrichová v roce 1945 účastnila několika zahraničních turné na podporu amerických vojenských jednotek v zámoří. Dne 17. května 1945 po boku generála Pattona zavítala i do Přeštic, poblíž Plzně, kde se v uniformě americké armády zúčastnila přehlídky místní posádky na Masarykově náměstí. Při té příležitosti si s důstojníky Rudé armády vyjednala i návštěvu Ústí nad Labem, kam se poté v Jeepu s partou amerických vojáků vydala na návštěvu rodiny svého manžela Rudolfa Siebera (díky kterému v roce 1923 získala i Československé státní občanství).

## Filmografie
- 1919 Ve stínu štěstí (v originále Im Schatten des Glücks), režie Robert Leffler
- 1923 Takoví jsou muži (v originále So sind die Männer), režie Georg Jacoby
- 1923 Člověk na cestě (v originále Der Mensch am Wege), režie Wilhelm Dieterle
- 1922 Tragédie lásky (v originále Tragödie der Liebe), režie Joe May
- 1924 Skok do života (v originále Der Sprung ins Leben), režie Johannes Guter
- 1924 Mnich ze Santermu (v originále Der Mönch von Santarem), režie Lothar Mendes
- 1925 Tanečník mé ženy (v originále Der Tänzer meiner Frau), režie Alexander Korda
- 1925 Manon Lescautová (v originále Manon Lescaut), režie Arthur Robinson
- 1926 Madam nechce děti (v originále Madame wünscht keine Kinder), režie Alexander Korda
- 1926 Moderní Dubarry (v originále Eine Dubarry von heute), režie Alexander Korda
- 1927 Baron Šprýmař (v originále Der Juxbaron), režie Willi Wolff
- 1926 Hlavu vzhůru, Charly! (v originále Kopf hoch, Charly!), režie Willi Wolff
- 1927 Jeho největší klam (v originále Sein größter Bluff), režie Harry Piel a Henrik Galeen
- 1927 Café Elektric, režie Gustav Učický
- 1928 Princezna Olala (v originále Der Prinzessin Olala), režie Robert Land
- 1929 Já líbám ručku Vám, madam (v originále Ich küsse Ihre Hand, Madame), režie Robert Land
- 1929 Žena, po níž muži prahnou (v originále Die Frau, nach der man sich sehnt), režie Curtis Bernhardt
- 1929 Loď ztracenců (v originále Das Schiff der verlorenen Menschen), režie Maurice Tourneur
- 1930 Noci lásky (v originále Gefahren der Brautzeit), režie Fred Sauer
- 1930 Modrý anděl (v originále Der blaue Engel), režie Josef von Sternberg
- 1930 Maroko (v originále Morocco), režie Josef von Sternberg a Gary Cooper
- 1931 X-27 (v originále Dishonored), režie Josef von Sternberg
- 1932 Šanghajský expres (v originále Shanghai Express), režie Josef von Sternberg
- 1932 Plavovlasá Venuše (v originále Blonde Venus), režie Josef von Sternberg
- 1933 Píseň písní (v originále The Song of Songs), režie Rouben Mamoulian
- 1934 Rudá carevna (v originále The Scarlett Empress), režie Josef von Sternberg
- 1935 Žena a tatrman (v originále The Devil Is a Woman), režie Josef von Sternberg
- 1936 Pokušení (v originále Desire), režie Frank Borzage
- 1936 Zahrada Allahova (v originále The Garden of Allah), režie Richard Boleslawski
- 1936 I Loved a Soldier, režie Henry Hathaway
- 1937 Rytíř beze zbraně (v originále Knight Without Armour), režie Jaques Feyder
- 1937 Anděl (v originále Angel), režie Ernst Lubitsch
- 1939 Vzpoura žen (v originále Destry rides again), režie George Marshall
- 1940 Sedm hříšníků (v originále Seven Sinners), režie Tay Garnett
- 1941 Kráska z Nového Orleánsu (v originále The Flame of New Orleans), režie René Clair
- 1941 Lidská síla (v originále Manpower), režie Raoul Walsh
- 1942 Dáma je ochotná (v originále The Lady Is Willing), režie Mitchel Leisen
- 1942 Kazisvěti (v originále The Spoilers), režie Ray Enright
- 1942 Pittsburgh, reiže Lewis Seiler
- 1944 Jdi za chlapci (v originále Follow the Boys), režie Edward E. Sutherland
- 1944 Kismet, režie William Dieterle
- 1946 Martin Roumagnac, režie Georges Lacombe
- 1947 Zlaté náušnice (v originále Golden Earrings), režie Mitchell Leisen
- 1948 Zahraniční aféra (v originále A Foreign Affair), režie Billy Wilder
- 1949 Hádanka (v originále Jigsaw), režie Fletcher Markle
- 1950 Hrůza na jevišti (v originále Stage Fright), režie Alfred Hitchcock
- 1951 Není cesty v oblacích (v originále No Highway), režie Henry Koster
- 1952 Ranč zločinců (v originále Rancho Notorious), režie Fritz Lang
- 1956 Cesta kolem světa za 80 dní (v originále Around the World in 80 Days), režie Michael Anderson
- 1956 Monte Carlo (v originále Montecarlo), režie Samuel A. Taylor
- 1957 Svědek obžaloby (v originále Witness for the Prosecution), režie Billy Wilder
- 1958 Dotek zla (v originále Touch of Evil), režie Orson Welles
- 1961 Norimberský proces (v originále Judgment at Nuremberg), režie Stanley Kramer
- 1964 Paříž, když to hoří (v originále Paris - When It Sizzles), režie Richard Quine
- 1978 Krásný gigolo, ubohý gigolo (v originále Schöner Gigolo, armer Gigolo), režie David Hemmings
- 1984 Marlene, režie Maximilian Schell

## Písně (výběr)

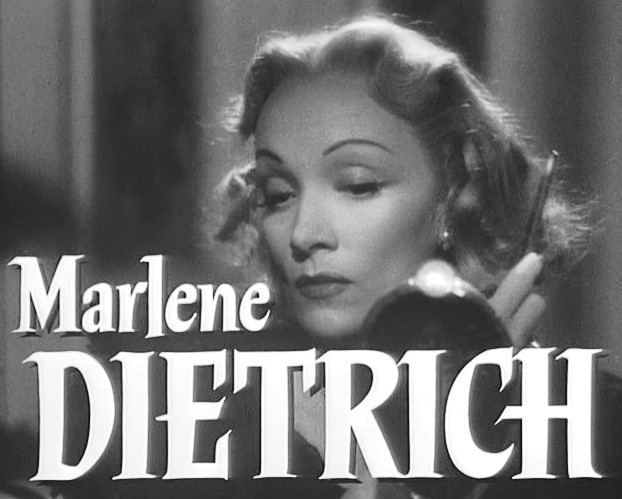

- Nimm dich in Acht vor blonden Frau'n
- Ich bin von Kopf bis Fuß auf Liebe eingestellt
- Wenn die beste Freundin
- Quand l'amour meurt
- Wenn ich mir was wünschen dürfte
- Die Welt war jung
- Ich hab noch einen Koffer in Berlin
- Es liegt in der Luft
- Ich bin die fesche Lola
- Give me the man
- Falling in love again
- Kinder, heut' abend, da such ich mir was aus
- Peter
- Johnny, wenn du Geburtstag hast
- Paff, der Zauberdrachen (také anglicky Puff, the Magic Dragon)
- Leben ohne Liebe kannst du nicht
- Cherche la rose
- Sag mir, wo die Blumen sind – česky Řekni, kde ty kytky jsou (angl. Where Have All the Flowers Gone)
- Die Antwort weiß ganz allein der Wind
- Lili Marleen
- The boys in the backroom
- Awake in a dream
- Illusions
- The laziest gal in town
- I may never go home anymore
- Allein in einer großen Stadt
- Bitte geh nicht fort (Ne me quittes pas)
- Mein blondes Baby
- Blond woman
- You´ve got that look
- Peter
- Hot voodoo
- Lieber Leierkastenmann
- Untern Linden… untern Linden
- Das war in Schöneberg
- Das war sein Milljöh
- Wo hast du nur die schönen blauen Augen her
- Wenn du einmal eine Braut hast
- Du hast ja keine Ahnung wie schön du bist Berlin
- Ich werde dich lieben bis zum Todt

## Ocenění
- Asteroid hlavního pásu (1010) Marlene objevený v roce 1923 německým astronomem K. W. Reinmuthem
- 1930 Oscar – nominace za film „Marokko“

Mezi lety 1947 a 1950:
- 1947 Medaile svobody, nejvyšší civilní vyznamenání udělované v USA
- Chevalier de la Légion d'Honneur 1950
- 31. října 1960 vyznamenání státu Izrael
- 16. března 1963 propůjčení Leopoldova řádu belgickým králem
- Officier de la Légion d'Honneur 1971
- 1972 Medaile svobody od amerického svazu frontových bojovníků a Kříž Čestné legie
- Commandeur de la Légion d'Honneur 1989
- 16. května 2002 posmrtně obdržela čestné občanství města Berlína

## Vydané knihy
- ABC meines Lebens. Blanvalet, Berlín 1963
- Nehmt nur mein Leben. Bertelsmann-Verlag 1979
- Ich bin, Gott sei Dank, Berlinerin. Ullstein, Berlín 1998; Ullstein-TB, ISBN 3-548-24537-4
- Nehmt nur mein Leben… – Reflexionen. Henschel, Berlín 1984
- Nachtgedanken. C. Bertelsmann Verlag, Mnichov 2005, ISBN 3-570-00874-6

## Zajímavosti
- Její komplikovaný vztah s dcerou byl inspirací pro vznik divadelní hry Miss Dietrich lituje, kterou napsala britská autorka Gail Louw a která byla v Česku v letech 2017–2024 součástí repertoáru Divadla Ungelt.